# Bearden (Arkansas)
Bearden è una città statunitense situata nello Stato dell'Arkansas, nella Contea di Ouachita.